# Chengdu Open 2024 - Doppio
Il doppio maschile del torneo di tennis professionistico Chengdu Open 2024, facente parte della categoria ATP Tour 250 nell'ambito dell'ATP Tour 2024, si è giocato al Sichuan International Tennis Center di Chengdu, in Cina, dal 18 al 24 settembre 2024. Tra i partecipanti erano presenti Sadio Doumbia e Fabien Reboul, i detentori del titolo, i quali si sono confermati campioni, sconfiggendo in finale Yuki Bhambri e Albano Olivetti con il punteggio di 6-4, 4-6, [10-4].

## Teste di serie
1. Sadio Doumbia /  Fabien Reboul (campioni)
2. Ivan Dodig /  Rafael Matos (semifinale)

1. Yuki Bhambri /  Albano Olivetti (finale)
2. Miguel Ángel Reyes Varela /  John-Patrick Smith (semifinale)

## Wildcard
1. Mo Yecong /  Tang Sheng (quarti di finale)

1. Wang Aoran /  Zhou Yi (primo turno)

## Alternate
1. Pavel Kotov /  Giovanni Mpetshi Perricard (primo turno)

1. Toshihide Matsui /  Adam Walton (primo turno)

## Tabellone

### Legenda
| - Q = Qualificato - WC = Wild card - LL = Lucky loser | - ALT = Alternate - SE = Special Exempt - PR = Protected Ranking | - w/o = Walkover - r = Ritirato - d = Squalificato |

|  | Primo turno | Primo turno                 | Primo turno                 | Primo turno | Primo turno |  |  | Quarti di finale | Quarti di finale          | Quarti di finale | Quarti di finale          | Quarti di finale |   |      | Semifinali | Semifinali                  | Semifinali           | Semifinali                   | Semifinali |   |     | Finale | Finale | Finale | Finale | Finale |  |
|  |             |                             |                             |             |             |  |  |                  |                           |                  |                           |                  |   |      |            |                             |                      |                              |            |   |     |        |        |        |        |        |  |
|  | 1           | S Doumbia F Reboul          | S Doumbia F Reboul          | 6           | 6           |  |  |                  |                           |                  |                           |                  |   |      |            |                             |                      |                              |            |   |     |        |        |        |        |        |  |
|  |             | A Mannarino A Müller        | A Mannarino A Müller        | 2           | 3           |  |  | 1                | S Doumbia F Reboul        | 5                | 6                         | [10]             |   |      |            |                             |                      |                              |            |   |     |        |        |        |        |        |  |
|  |             | J Cui F Sun                 | J Cui F Sun                 | 5           | 3           |  |  |                  | E King R Stalder          | 7                | 2                         | [6]              |   |      |            |                             |                      |                              |            |   |     |        |        |        |        |        |  |
|  |             | E King R Stalder            | E King R Stalder            | 7           | 6           |  |  |                  |                           |                  |                           |                  |   |      | 1          | S Doumbia F Reboul          | 4                    | 6                            | [12]       |   |     |        |        |        |        |        |  |
|  | 4           | MÁ Reyes Varela J-P Smith   | MÁ Reyes Varela J-P Smith   | 6           | 6           |  |  |                  |                           | 4                | MÁ Reyes Varela J-P Smith | 6                | 3 | [10] |            |                             |                      |                              |            |   |     |        |        |        |        |        |  |
|  | WC          | A Wang Y Zhou               | A Wang Y Zhou               | 3           | 4           |  |  | 4                | MÁ Reyes Varela J-P Smith | 6                | 3                         | [11]             |   |      |            |                             |                      |                              |            |   |     |        |        |        |        |        |  |
|  |             | D Pel B Stevens             | D Pel B Stevens             | 7           | 7           |  |  |                  | D Pel B Stevens           | 4                | 6                         | [9]              |   |      |            |                             |                      |                              |            |   |     |        |        |        |        |        |  |
|  |             | P Martínez L Sonego         | P Martínez L Sonego         | 68          | 60          |  |  |                  |                           |                  |                           |                  |   |      | 1          | Sadio Doumbia Fabien Reboul | 6                    | 4                            | [10]       |   |     |        |        |        |        |        |  |
|  |             | C Rodríguez MC Romios       | C Rodríguez MC Romios       | 5           | 4           |  |  |                  |                           |                  |                           |                  |   |      |            |                             | 3                    | Yuki Bhambri Albano Olivetti | 4          | 6 | [4] |        |        |        |        |        |  |
|  |             | G Escobar D Hidalgo         | G Escobar D Hidalgo         | 7           | 6           |  |  |                  | G Escobar D Hidalgo       | 7                | 3                         | [10]             |   |      |            |                             |                      |                              |            |   |     |        |        |        |        |        |  |
|  | Alt         | T Matsui A Walton           | T Matsui A Walton           | 3           | 3           |  |  | 3                | Y Bhambri A Olivetti      | 5                | 6                         | [12]             |   |      |            |                             |                      |                              |            |   |     |        |        |        |        |        |  |
|  | 3           | Y Bhambri A Olivetti        | Y Bhambri A Olivetti        | 6           | 6           |  |  |                  |                           |                  |                           |                  |   |      | 3          | Y Bhambri A Olivetti        | Y Bhambri A Olivetti | 6                            | 7          |   |     |        |        |        |        |        |  |
|  |             | B Lock CJ Lock              | B Lock CJ Lock              | 3           | 68          |  |  |                  |                           | 2                | I Dodig R Matos           | I Dodig R Matos  | 3 | 69   |            |                             |                      |                              |            |   |     |        |        |        |        |        |  |
|  | WC          | Y Mo S Tang                 | Y Mo S Tang                 | 6           | 7           |  |  | WC               | Y Mo S Tang               | Y Mo S Tang      | 1                         | 1                |   |      |            |                             |                      |                              |            |   |     |        |        |        |        |        |  |
|  | Alt         | P Kotov G Mpetshi Perricard | P Kotov G Mpetshi Perricard | 3           | 4           |  |  | 2                | I Dodig R Matos           | I Dodig R Matos  | 6                         | 6                |   |      |            |                             |                      |                              |            |   |     |        |        |        |        |        |  |
|  | 2           | I Dodig R Matos             | I Dodig R Matos             | 6           | 6           |  |  |                  |                           |                  |                           |                  |   |      |            |                             |                      |                              |            |   |     |        |        |        |        |        |  |